# Kuala Panduk
Kuala Panduk is een bestuurslaag in het regentschap Pelalawan van de provincie Riau, Indonesië. Kuala Panduk telt 1440 inwoners (volkstelling 2010).